# Meurival
Meurival település Franciaországban, Aisne megyében. Lakosainak száma 58 fő (2022. január 1.). Meurival Concevreux, Muscourt, Romain és Ventelay községekkel határos.

## Népesség
A település népességének változása:
| Lakosok száma | 66   | 44   | 51   | 61   | 51   | 50   | 52   | 54   | 55   | 58   |
|               | 1968 | 1982 | 1990 | 2006 | 2013 | 2015 | 2017 | 2019 | 2020 | 2022 |